# Skagerrak
Das (oder der) Skagerrak ist ein Teil der Nordsee zwischen der Nordküste Jütlands (Dänemark), der Südküste Norwegens und der nördlichen Westküste Schwedens.

## Lage
Die Internationale Hydrographische Organisation definiert die Grenzen des Skagerraks wie folgt:
- Im Westen: eine Linie, die Hanstholm in Dänemark (57° 7′ N, 8° 36′ O) mit Lindesnes in Norwegen (58° N, 7° O) verbindet.
- Im Südosten: die Nordgrenze des Kattegats – eine Linie von Skagen (Nordkap von Dänemark; 57° 43′ N, 10° 35′ O) zur schwedischen Schäreninsel Hamneskär, einer der Pater-Noster-Schären mit dem Leuchtturm Pater Noster (57° 54′ N, 11° 28′ O), und weiter nordostwärts durch die Schären bis zur Insel Tjörn (58° 1′ N, 11° 38′ O).

Art. 4 lit. b der Verordnung (EU) 2020/123 setzt hingegen die Südgrenze des gleichnamigen (Fischerei-)Fanggebiets durch eine Linie vom Leuchtturm von Skagen zum Leuchtturm von Tistlarna und von dort zum nächsten Punkt an der schwedischen Küste fest.
Das Skagerrak verbindet daher über das Kattegat (Ostseite Jütlands), den Großen und Kleinen Belt sowie über den Öresund die Nordsee mit der Ostsee. Benannt ist es nach Skagen am nördlichsten Ende Jütlands; das niederländische Wort rak bedeutet etwa „gerade Wasserstraße“.
Das Skagerrak ist 240 km lang und zwischen 80 km und 140 km breit. Es wird zur norwegischen Küste hin immer tiefer und erreicht in der Norwegischen Rinne (bei Arendal) eine Tiefe von über 700 m. Das Skagerrak hat einen Salzgehalt von 30 PSU.

## Verkehr, Infrastruktur
Das Skagerrak ist aufgrund seiner Verbindungsfunktion zwischen Nord- und Ostsee ein stark befahrenes Seegebiet. Der Übergang zwischen diesen beiden Meeren kann jedoch von Schiffen, die eine maximale Länge von 235 Metern nicht überschreiten, durch die Nutzung des Nord-Ostsee-Kanals erheblich verkürzt werden. Wichtige Seehäfen am Skagerrak sind Hirtshals in Dänemark, Kristiansand, Larvik, Sandefjord, Tønsberg, Oslo und Moss in Norwegen sowie Strömstad und Uddevalla in Schweden.
Aufgrund des Transportes von Rohöl aus den russischen Umschlaghäfen Wyssozk, Primorsk und Sankt Petersburg nach Westeuropa befahren auch zahlreiche große Tanker das Skagerrak. Auch einige der weltgrößten Containerschiffe durchfahren das Skagerrak zu den Zielhäfen Göteborg und Aarhus.
Das Skagerrak ist in der Seefahrt für seine je nach Wetterlage auftretenden schwierigen Seebedingungen aus Wind und Seegang bekannt.
Die Hochspannungs-Gleichstrom-Übertragungsleitung HGÜ Cross-Skagerrak zwischen Dänemark und Norwegen durchquert das Skagerrak.
Wichtige Fährverbindungen über das Skagerrak:
- Hirtshals (DK) – Kristiansand (N) (Color Line, Fjord Line),
- Hirtshals (DK) – Larvik (N) (Color Line),
- Sandefjord (N) – Strömstad (S) (Color Line, Fjord Line)
- Oslo (N) – Frederikshavn (DK) (Stena Line eingestellt am 14. März 2020[4])

Bedeutende internationale Fährrouten führen über das Skagerrak:
- Oslo (N) – Kiel (D) (Color Line)
- Oslo (N) – Kopenhagen (DK) (Go Nordic Cruiseline)[5]
- Hirtshals (DK) – Stavanger (N) – Bergen (N) (Fjord Line)
- Hirtshals (DK) – Tórshavn (DK/Färöer) – Seyðisfjörður (IS) (Smyril Line)

## Kriegshandlungen und Nachkriegszeit
Ende Mai 1916 fand am westlichen Ausgang dieses Meeresgebietes die größte und verlustreichste Seeschlacht des Ersten Weltkrieges, die Skagerrakschlacht (englisch Battle of Jutland), statt. Nach dieser Schlacht wurden in der Weimarer Republik und der NS-Zeit zahlreiche Straßen, Brücken und Plätze benannt.
Wegen der großen Meerestiefe in diesem Seegebiet versenkten die Alliierten dort nach dem Zweiten Weltkrieg mehr als 50 mit chemischen Waffen beladene Schiffe, darunter die Düsseldorf und die Herbert Norkus. Im Jahr 2002 hat ein Forschungsinstitut der norwegischen Marine einige Wracks untersucht.